# Hormigos
Hormigos és un municipi de la província de Toledo, a la comunitat autònoma de Castella la Manxa. Limita amb Escalona al nord, Maqueda a l'est, Toledo i Toledo al sud, i El Casar de Escalona i Noez a l'oest.

## Demografia
| 1996 | 1998 | 1999 | 2000 | 2001 | 2002 | 2003 | 2004 | 2005 | 2006 |
| ---- | ---- | ---- | ---- | ---- | ---- | ---- | ---- | ---- | ---- |
| 434  | 395  | 429  | 416  | 409  | 410  | 443  | 467  | 505  | 480  |

## Administració
| Període      | Nom de l'alcalde/-essa           | Partit polític | Data de possessió |
| ------------ | -------------------------------- | -------------- | ----------------- |
| 1979 - 1983  | Adrián Rodríguez Gómez           | UCD            | 19/04/1979        |
| 1983 - 1987  | Basilio Damián Solórzano Sánchez | PSOE           | 28/05/1983        |
| 1987 - 1991  | Basilio Damián Solórzano Sánchez | PSOE           | 30/06/1987        |
| 1991 - 1995  | Basilio Damián Solórzano Sánchez | PSOE           | 15/06/1991        |
| 1995 - 1999  | Ángel Miguel Recio Lobato        | PP             | 17/06/1995        |
| 1999 - 2003  | Basilio Damián Solórzano Sánchez | PSOE           | 03/07/1999        |
| 2003 - 2007  | Basilio Damián Solórzano Sánchez | PSOE           | 14/06/2003        |
| 2007 - 2011  | Basilio Damián Solórzano Sánchez | PSOE           | 16/06/2007        |
| 2011 - 2015  | José Emilio Pérez Rioja          | PP             | 11/06/2011        |
| 2015 - 2019  | n/d                              | n/d            | 13/06/2015        |
| 2019 - 2023  | n/d                              | n/d            | 15/06/2019        |
| Des del 2023 | n/d                              | n/d            | 17/06/2023        |